# Canóvanas
Canóvanas és un municipi de Puerto Rico situat al nord-est de l'illa, també conegut amb els noms de Pueblo Valeroso, Ciudad de los Indios, La Ciudad de las Carreras i El Pueblo del Chupacabras. Confina al nord amb el municipi de Loíza, al sud amb Juncos i Las Piedras; a l'est amb Río Grande i Loíza; i a l'oest amb Carolina i Gurabo. Forma part de l'Àrea metropolitana de Guayama.
El nom de Canóvanas deriva del nom del cacic taíno Canobaná. El municipi està dividit en 6 barris: Canóvanas barrio, Canóvanas Pueblo, Cubuy, Hato Puerco, Lomas y Torrecilla Alta.

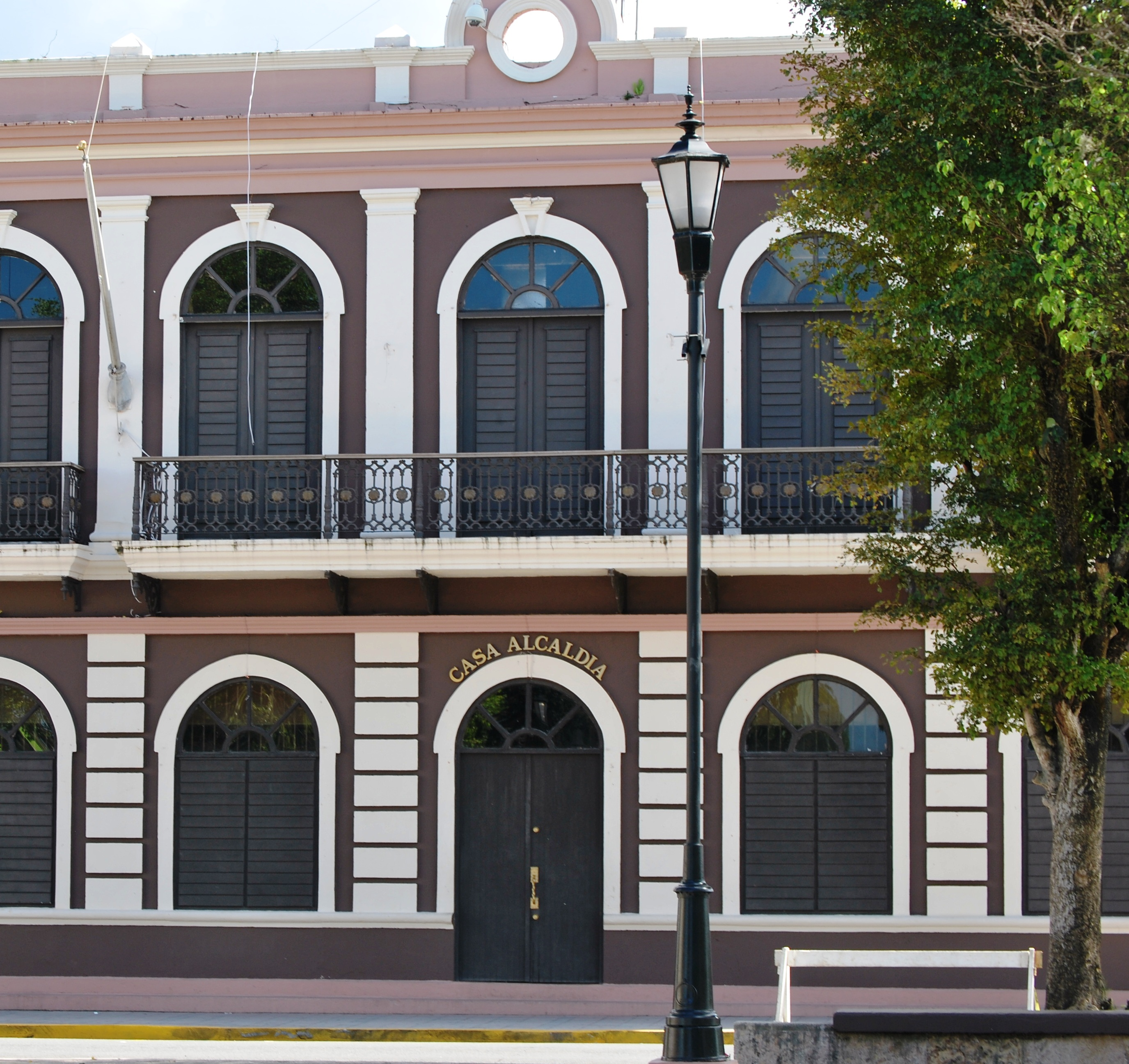
Alcaldia de Canónavas

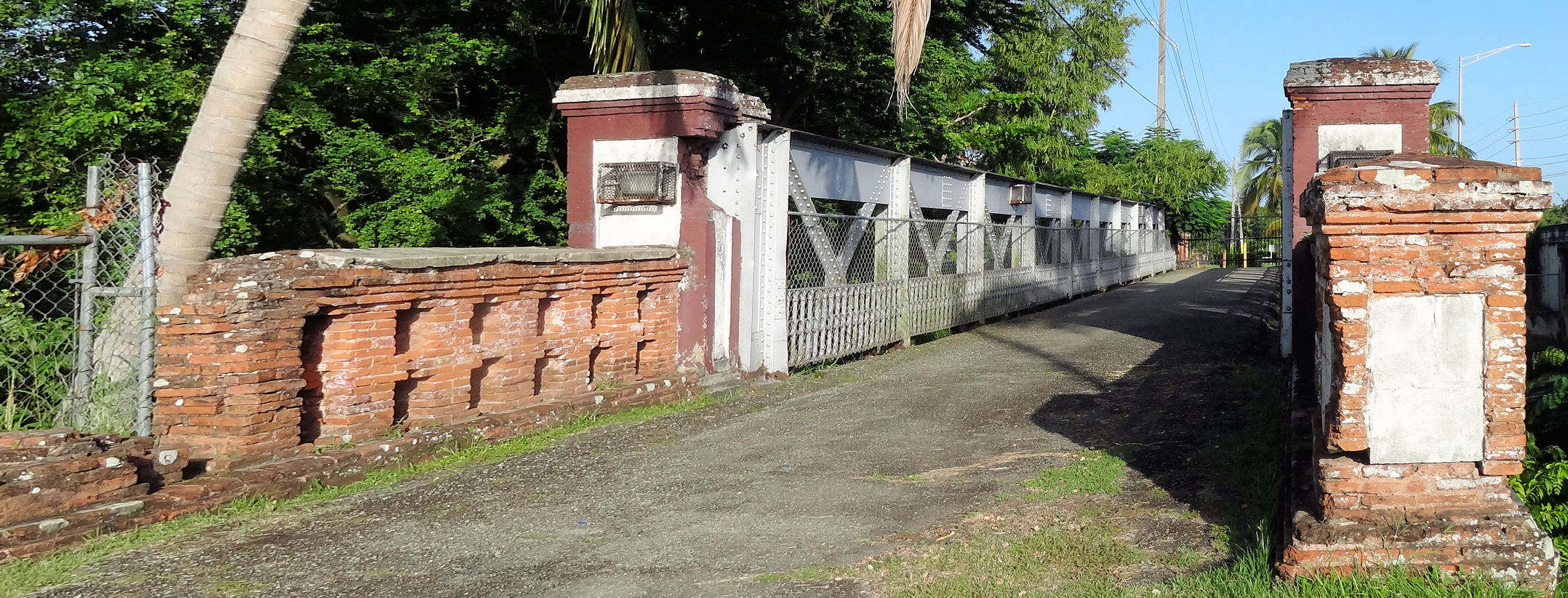
Històric pont de Canánovas (1892)